# 김민주 (아나운서)
김민주(1985년 4월 17일 ~ )는 대한민국의 미스코리아 출신 아나운서이다.

## 프로필
- 학력: 한국예술종합학교 무용과
- 수상: 2004년 미스코리아 미, 2004년 미스코리아 서울 진
- 취미: 공연 감상
- 특기: 무용

## 방송 경력
- OBS경인TV 《독특한 연예뉴스》
- MTN 《머니투데이방송》 부동산 투자의 신
- BTN 《생방송 즉문즉설》
- BTN 《문화는 유산이다》